# Коколиче
Коколиче (Cocoliche) — итало-испанский пиджин, на котором говорили итальянские иммигранты в Аргентине в период с 1880 по 1950 годы.

## История
В период с 1880 по 1900 годы в Аргентину и Уругвай прибыло огромное количество итальянских иммигрантов, большинство из которых были бедняками, не владевшими испанским языком. Как и другие иммигранты, итальянцы тесно общались с местным креольским населением, что в итоге способствовало формированию смеси испанского с итальянским и его диалектами. Этот пиджин получил уничижительное название коколиче (cocoliche).
Правильный итальянский никогда не использовался в Аргентине, потому что большинство иммигрантов использовали свои местные диалекты и не владели в достаточной мере стандартным итальянским. Это обстоятельство помешало развитию культуры итальянского языка в Аргентине, который в последующие десятилетия постепенно выходил из употребления. Применение коколиче ограничивалось только первым поколением итальянских иммигрантов, так как их дети, учась, работая и служа в армии, использовали испанский язык, что со временем способствовало постепенному выходу из употребления этой формы речи. Коколиче юмористически изображали в литературных произведениях и в Аргентинском оперном театре, например, актёром Дарьо Виттори (Dario Vittori).

## Влияние
Некоторые слова коколиче перешли в лунфардо:
- manyar (есть, кушать) от mangiare -> в лунфардо: есть, кушать
- lonyipietro (дурак)
- fungi (гриб) -> в лунфардо: шляпа
- vento (ветер) -> в лунфардо: деньги
- matina (утро)